# بول سونغ هيونغ لي
بول سونغ هيونغ لي هو ممثل كندي كوري. ولد يوم 16 أغسطس 1972 في دايجون في كوريا الجنوبية. بدأ التمثيل سنة 1995، مثّل دور راندي كو في مسلسل القطار 48. مثّل دور البطريرك أبا في مسلسل إقناع كيم.

## روابط خارجية
- بول سونغ هيونغ لي على موقع IMDb (الإنجليزية)
- بول سونغ هيونغ لي على موقع ميتاكريتيك (الإنجليزية)
- بول سونغ هيونغ لي على موقع روتن توميتوز (الإنجليزية)
- بول سونغ هيونغ لي على موقع ألو سيني (الفرنسية)
- بول سونغ هيونغ لي على موقع قاعدة بيانات الفيلم (الإنجليزية)